# راه‌گذر بین‌المللی شمال–جنوب
راه‌گذر بین المللی شمال - جنوب یا کریدور شمال-جنوب از مسیرهای راهبردی در نیم‌کره شرقی جهان است.
موقعیت استراتژیک، ژئوپلتیک و ژئواکونومیک ایران مورد توجه کشورهای بزرگ جهان بوده و هست. موقعیت مناسب ریلی و جاده‌ای و دسترسی ایران به سواحل طولانی در خلیج فارس، دریای مکران «عمان» و سواحل دریای «خزر» در سالهای اخیر بسیار مورد توجه تولیدکنندگان بزرگ اقتصادی جهان بوده‌است.

## تاریخچه
کریدور شمال-جنوب در سال ۲۰۰۱ به عنوان یک کریدور تجاری جدید برای تقویت ارتباطات اقتصادی بین هند، آسیای مرکزی و اروپای شرقی مفهوم‌سازی شد. بر اساس مطالعه مرکز مطالعات نیروی هوایی، یک اندیشکده هندی، تلاش‌های زیادی برای راه اندازی مجدد INSTC صورت گرفته است.
موافقتنامهٔ راه‌گذر حمل‌ونقل بین‌المللی شمال - جنوب در شهریور ماه ۱۳۷۹ ه‍.ش در سن پترزبورگ به امضای وزیران حمل‌ونقل سه کشور ایران، هند و روسیه رسید. راه‌گذر شمال – جنوب (NOSTRAC) در سال ۱۹۹۳ متعاقب برگزاری اجلاس کمیسیون اروپا وزیران حمل‌ونقل کشورهای عضو، علاوه‌بر راه‌گذرهای شمالی، مرکزی و جنوبی شاهراه ترانزیتی موسوم به راه‌گذر ترانزیتی شمال – جنوب (NOSTRAC) را معرفی کرده و به تصویب رساندند. 
در خردادماه ۱۴۰۱ نخستین محموله ترانزیت چندوجهی از مبدأ روسیه به مقصد هند از طریق ایران ارسال و کریدور شمال-جنوب بعد از سال‌ها مذاکره و رایزنی فعال شد.

## ویژگی ها

### مزایای اقتصادی
این مسیر مهم‌ترین حلقهٔ تجارت بین آسیا و اروپا است که مسافت ۱۶ هزار کیلومتری حمل بار از طریق کانال سوئز را با یک مسیر ۷ هزار کیلومتری جایگزین کرده و در مقایسه با مسیرهای سنتی از نظر مسافت و زمان تا ۴۰ درصد کوتاه‌ تر و از نظر هزینه تا ۳۰ درصد ارزان‌ تر است. 
راه‌گذر شمال – جنوب یکی از مسیرهای مهم ترانزیتی در آسیای میانه است و کشورهای در مسیر این راه‌گذر هر یک با تشکیل اتحادیه و انعقاد قراردادهای همکاری در رقابتی همه‌جانبه به توسعه و تجهیز بنادر، جاده‌ها، ترمینال و مسیرهای ریلی خود می‌پردازند.

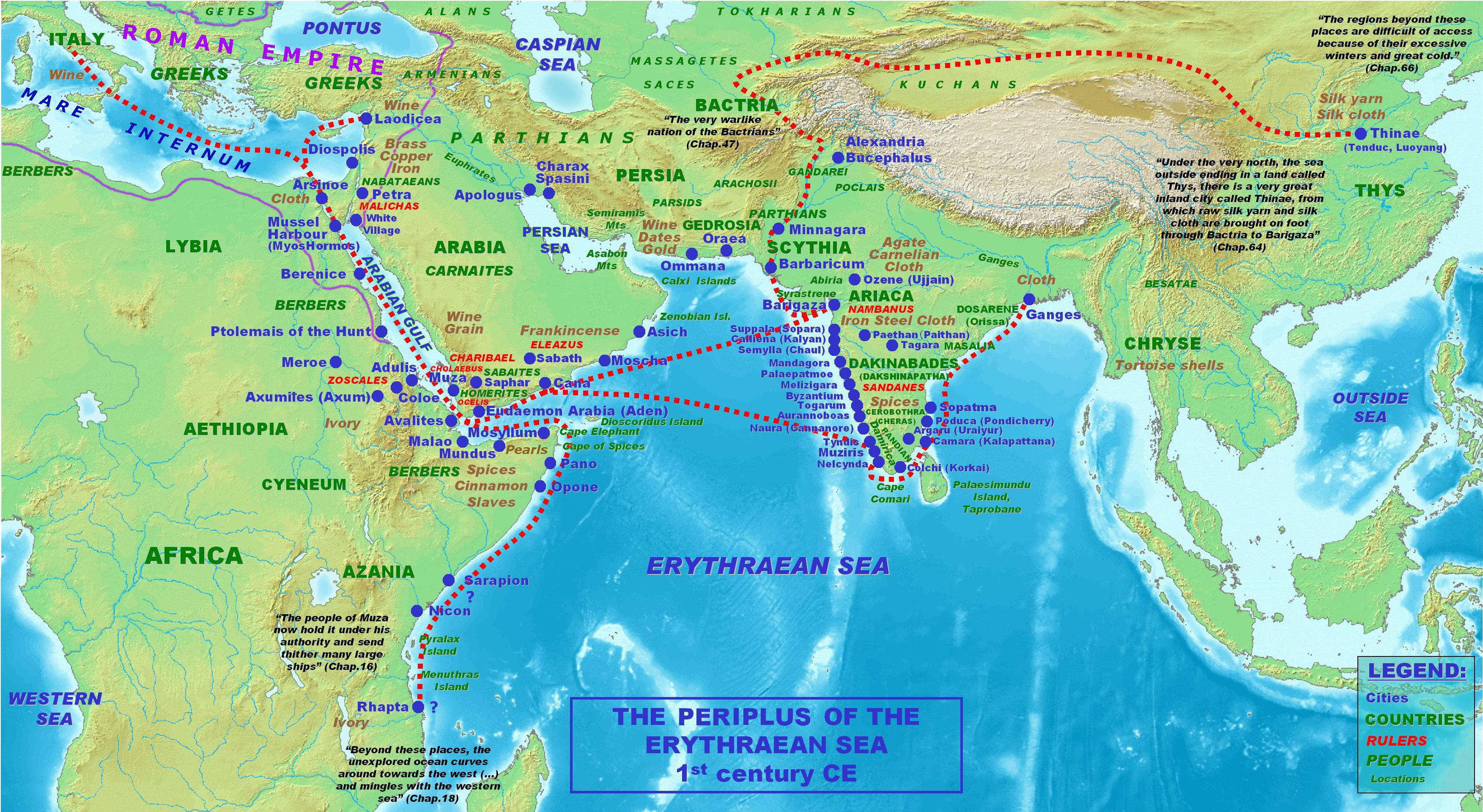
دریای اریترا+ پرشن دریا+ دریای کاسپی

این راه‌گذر ارتباط ترانزیتی کشورهای شمال اروپا و روسیه از طریق ایران و دریای خزر به کشورهای حوزهٔ اقیانوس هند، خلیج فارس و جنوب آسیا برقرار می‌سازد. در این میان اتصال خلیج عمان و بندر چابهار در ساحل شرق دریای مکران یا دریای عرب به عنوان بندری استراتژیک به این راه‌گذر در مبادلهٔ کالا به شرق کشور و همسایه‌های شرقی و آسیای میانه نقش مهمی ایفاد خواهد کرد.
این پروژه یک ترانزیت چندوجهی است؛ بدین معنا که دو حمل دریایی، یکی حمل دریایی خزر و دیگری حمل جنوب را شامل می‌شود و توسط یک بارنامه سراسری از طریق ترکیب خشکی و دریا انجام و کشتی به مقصد می‌رسد. کاهش هزینه‌های حمل شامل هزینه بنادر و گمرک، کاهش مدت‌زمان ماندگاری کانتینرها، سرعت در تحویل کالا؛ حذف خطر صاحبان کالا در حمل داخلی کانتینر پر و خالی، سند حمل معتبر جهت مسائل حقوقی و جبران خسارت احتمالی، تسریع در عملیات بانکی و افزایش اعتبار تجاری از مزایای بارنامه سراسری است.

### مزایای اجتماعی
حمل هر ۱۰۰ تن بار ۱۰ شغل مستقیم و حدود ۵۰ شغل غیرمستقیم ایجاد می‌کند. این امر موجب کاهش فقر و کاهش مشکلات اجتماعی در کشورهای این مسیر خواهد شد.

## چشم اندازها
تکمیل خط آهن رشت – آستارا در شمال ایران حلقه مفقوده این راه گذر است. این خط آهن دارای ویژگی‌های زیر است:
1. محور ریلی رشت – آستارا تنها محور باقی مانده شاخه غربی راهگذر ریلی شمال- جنوب به حساب می‌آید. به بیان دیگر در صورت احداث این قطعه ریلی، می‌توان گفت که بندر بمبئی در هند تا هلسینکی فنلاند به طول ۱۳ هزار کیلومتر، با اتصال مستقیم ریلی و با عبور از خاک ایران به یکدیگر متصل خواهند شد.
2. مسیر ریلی رشت- آستارا حتی به راهگذر «شرق- غرب»  نیز معنا می‌بخشد و قطار کانتینری شانگهای- تهران را می‌توان از مسیر رشت - آستارا - تفلیس، راهی اروپا  کرد.
3. احداث خط آهن رشت - آستارا نقش زیادی در افزایش تجارت بین‌المللی، منطقه‌ای و ترانزیت کالا و مسافر میان ایران و کشورهای منطقه و حتی فرامنطقه خواهد داشت و کشورهایی مثل آذربایجان و روسیه می‌توانند از کوتاه‌ترین مسیر به خلیج فارس و آب‌های آزاد متصل شوند و در هزینه‌های خود نیز صرفه جویی کنند. هم اکنون از هندوستان و کشورهای اروپایی میلیون‌ها تن کالا در مدت ۶۰ روز به حوزه قفقاز ترانزیت می‌شود که با تکمیل راهگذر شمال - جنوب این مدت به ۱۰ تا ۱۴ روز کاهش  می‌یابد.[۸]